# 由比宿

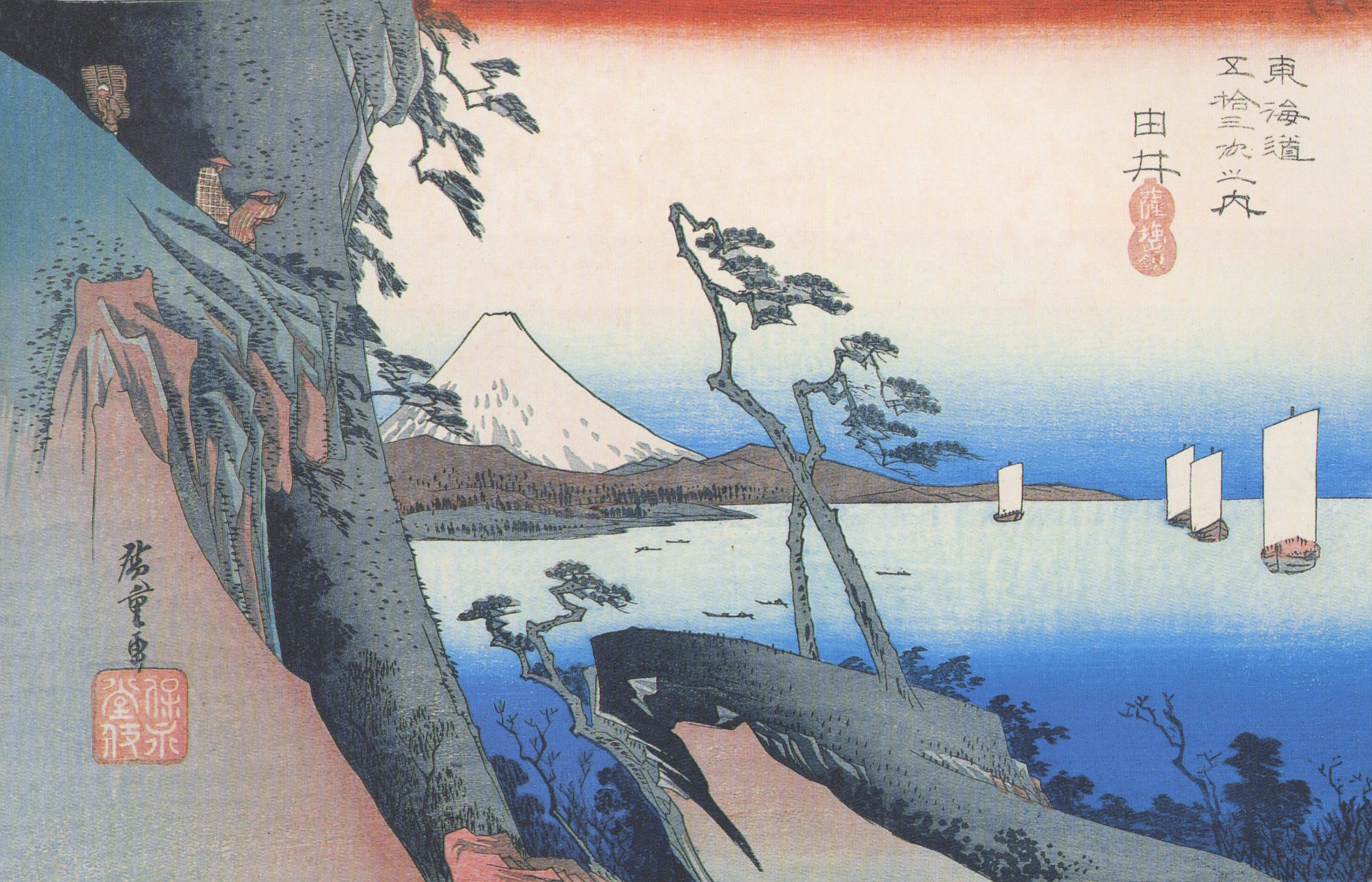
歌川広重「東海道五十三次・由井」

由比宿（ゆいしゅく、ゆいじゅく）は、東海道五十三次の16番目の宿場である。現在の静岡県静岡市清水区に位置する。

## 概要
本陣跡が整備され、由比本陣公園となっている。東海道名主の館（小池家住宅）は、1998年（平成10年）10月9日に、国の登録有形文化財（建造物）に登録された。
また、「名主の館」を含む「由比宿」として、2020年（令和2年）6月19日に文化庁が認定する日本遺産『日本初「旅ブーム」を起こした弥次さん喜多さん、駿州の旅～滑稽本と浮世絵が描く東海道旅のガイドブック（道中記）～』の構成文化財に認定された。
身延路（岩渕ルートから富士市北松野で分岐。現在の静岡県道76号富士富士宮由比線）との交点でもある。

## ギャラリー

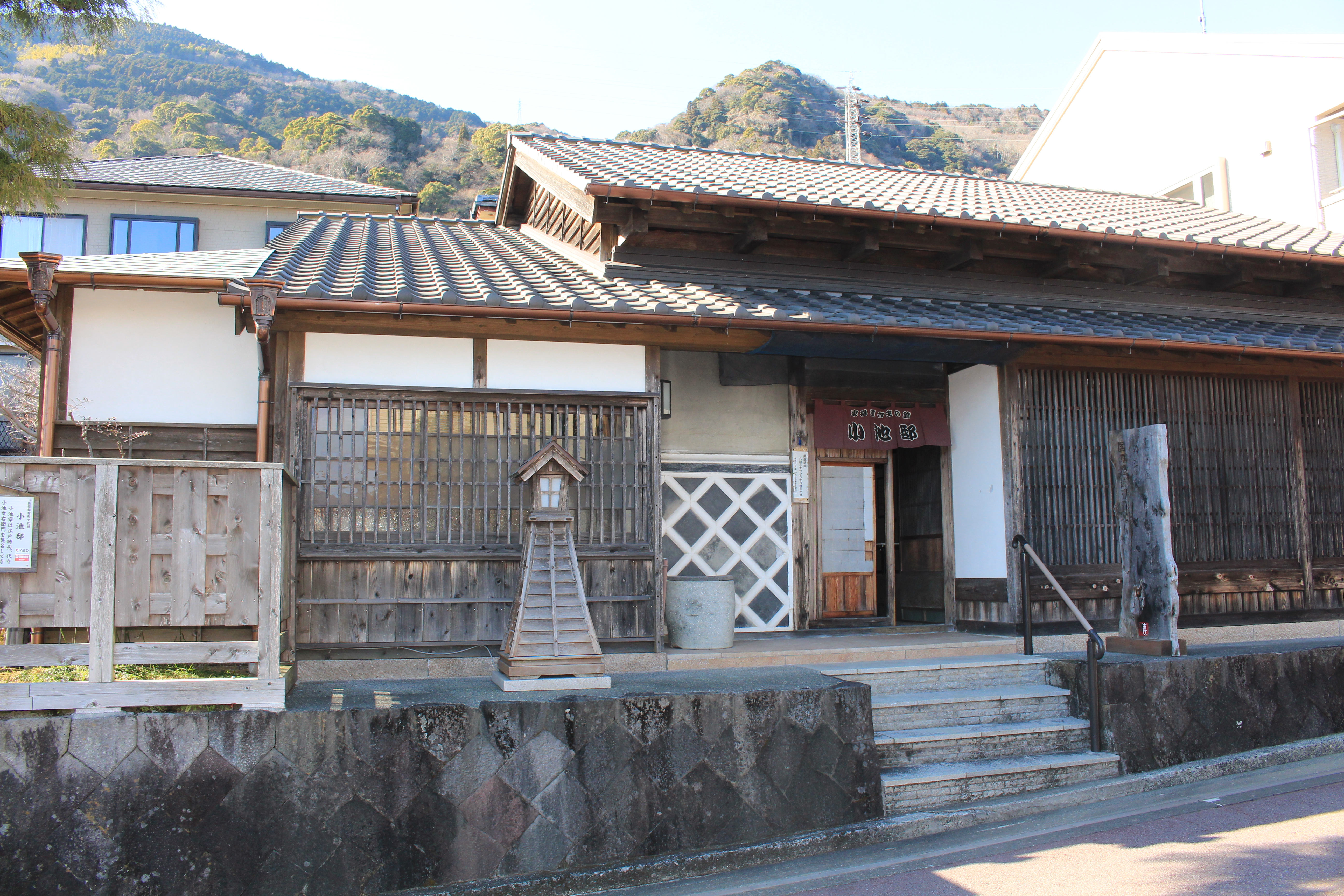
国の登録有形文化財（建造物）、名主の館「小池邸」
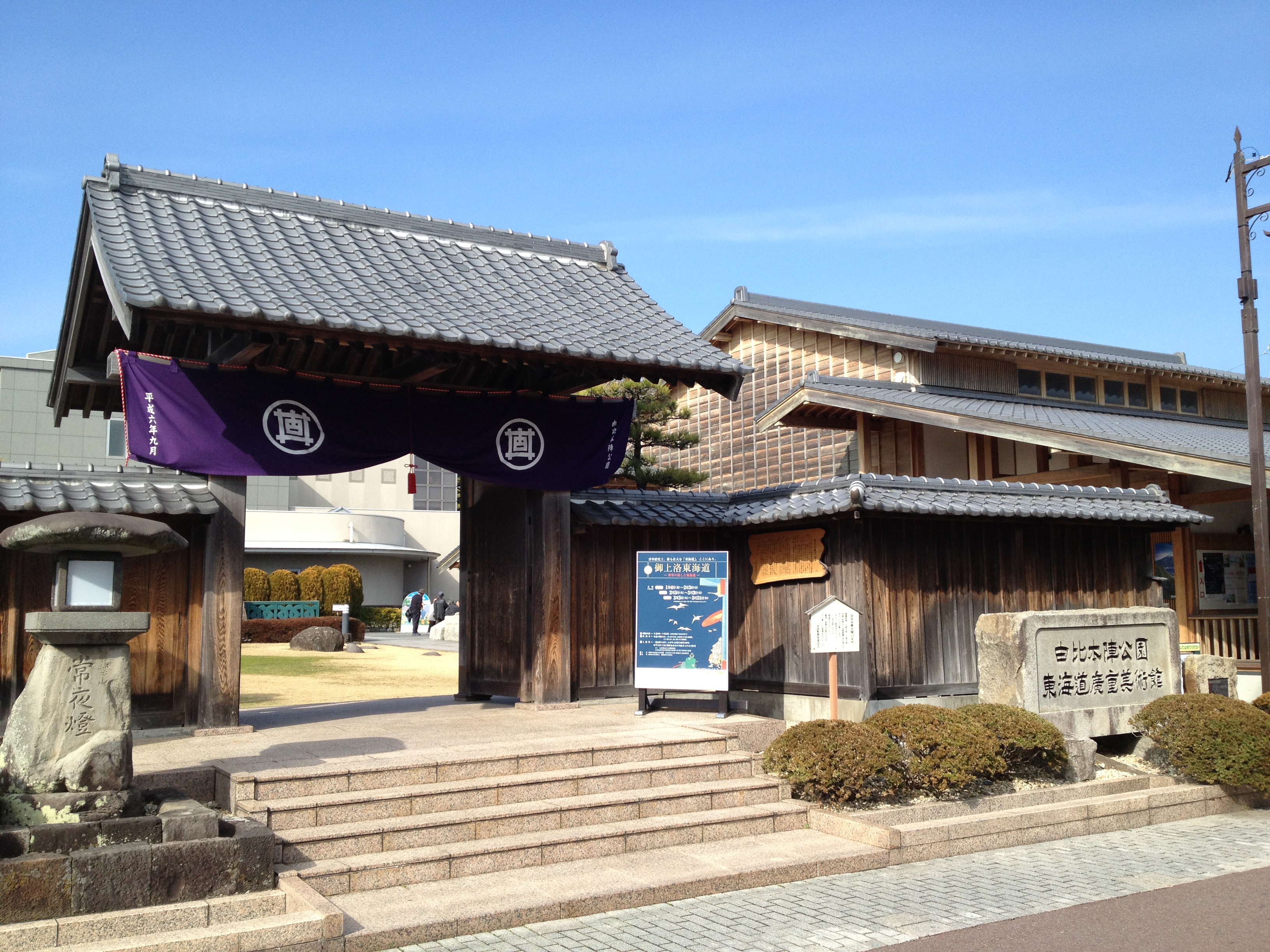
由比本陣跡と静岡市東海道広重美術館
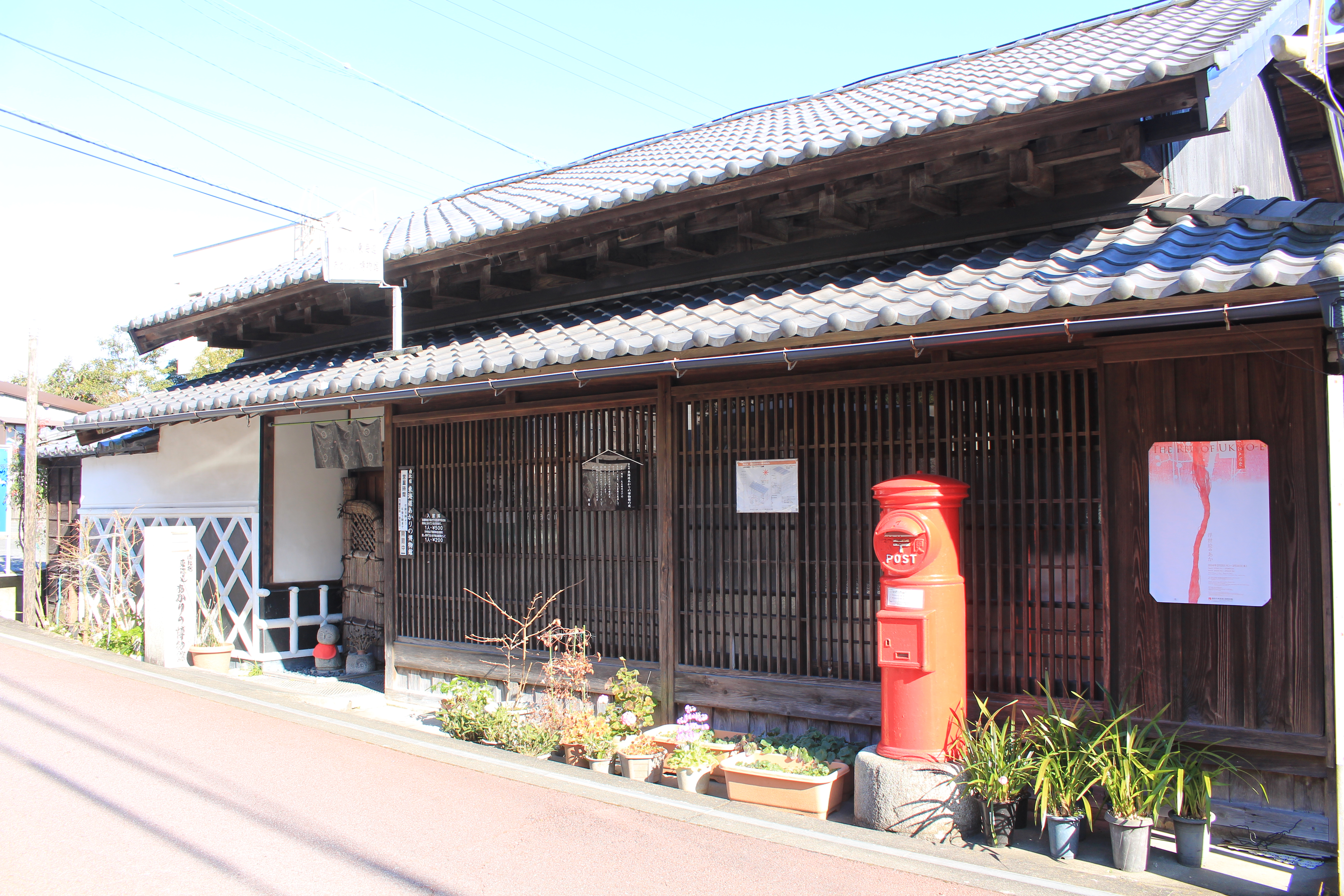
由比宿東海道あかりの博物館

## 最寄り駅
JR東海道本線 由比駅又は蒲原駅

## 隣の宿場
東海道
蒲原宿 - 由比宿 - 興津宿

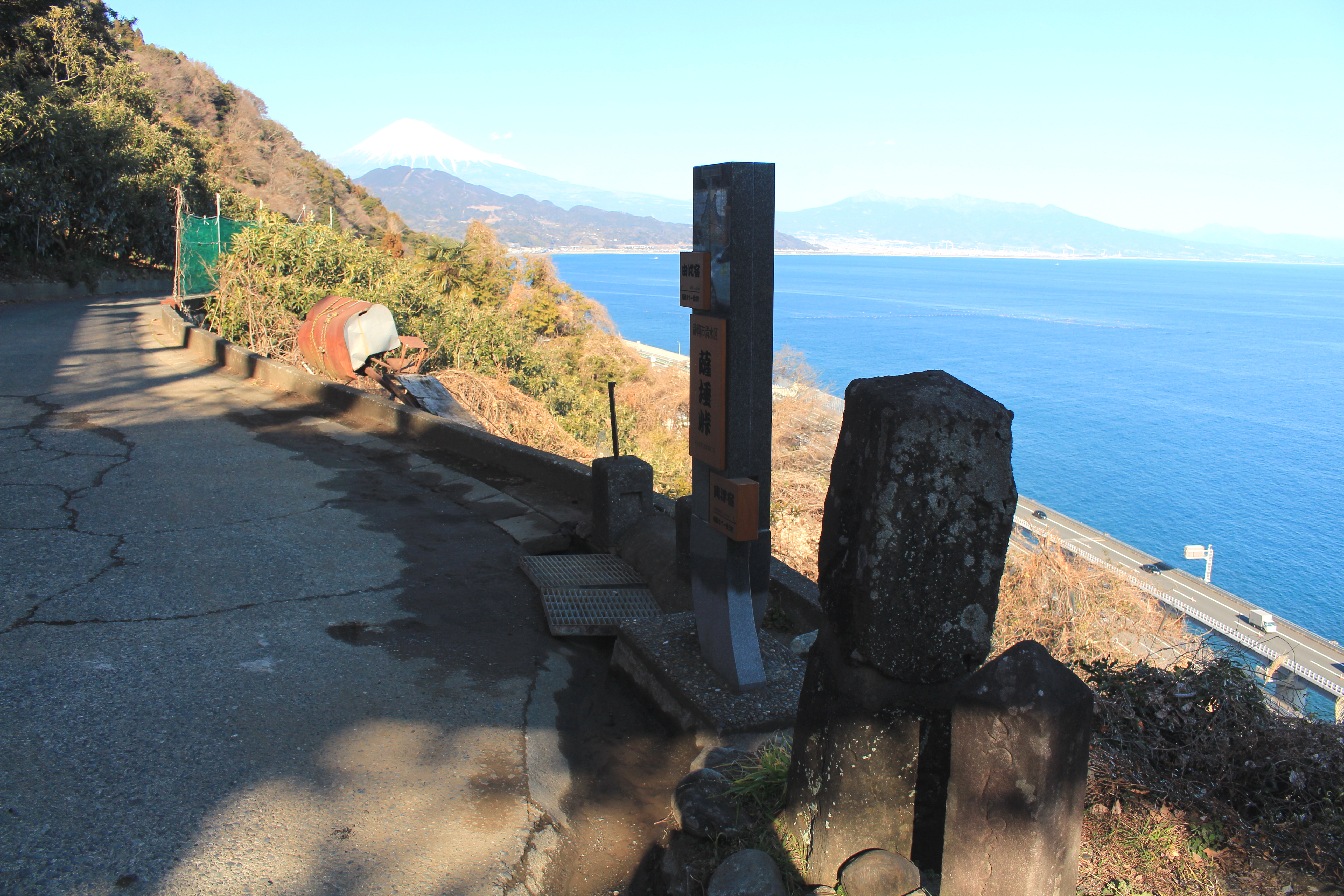
由比宿と興津宿の間にある薩埵峠

なお、由比宿と興津宿の間には間の宿の倉沢があり、本陣や脇本陣のほか数軒の茶屋があり、薩埵峠越えを控えた休憩地として栄えた。